# インドール-3-酢酸
インドール-3-酢酸（英: indole-3-acetic acid、略称: IAA）は、オーキシンと呼ばれる植物ホルモンの一種で、複素環式化合物の一つである。無色の結晶で、オーキシンの中ではおそらく最も重要である。インドールの誘導体で、インドール環の3位にカルボシメチル基（酢酸基）を持つ。

## 生物活性と類縁体
インドール-3-酢酸は、植物の生長と発達に寄与している細胞伸長や細胞分裂を誘導するなど、全てのオーキシンと同様に、多くの異なる効果を示す。インドール-3-酢酸はまた、細胞膜の透過性を制御している。高価でなく代謝的に安定な、インドール-3-酪酸 (IBA) や1-ナフタレン酢酸 (NAA) などの合成オーキシン類縁体が、園芸分野で使用されている。
1940年代におけるインドール-3-酢酸の研究の結果、2,4-ジクロロフェノキシ酢酸 (2,4-D) および2,4,5-トリクロロフェノキシ酢酸 (2,4,5-T) といったフェノキシ除草剤が開発された。IBAやNAAのように、2,4-Dおよび2,4,5-Tは代謝的にも環境的にもより安定なインドール-3-酢酸の類縁体である。しかしながら、双子葉植物に対して散布すると、迅速で無制御な生長を誘導し枯死させる。これらの除草剤は、1946年に導入されてから1950年代中頃まで、農業において幅広く使用された。

## 生合成
植物のインドール-3-酢酸は主にトリプトファンからインドール-3-ピルビン酸を経由して２段階でつくられることがシロイヌナズナで示されている。また、シロイヌナズナではインドール-3-アセトアルドキシムからも少しインドール-3-酢酸が合成されている。このほか、植物ではインドール-3-アセトアミドやトリプタミンなどを経由してインドール-3-酢酸が合成されている可能性もあるが、これらの生合成中間体を含む経路についてはまだよくわかっていない。
トリプトファンを経由せずにインドール-3-酢酸をつくる経路も植物で提唱されているが、これを否定する研究報告もあり、その存在については今後さらに検証が必要である。
インドール-3-酢酸の生合成は頂部（蕾）や若葉の細胞において特に活発である。

## 受容体
インドール-3-酢酸の受容体は、ユビキチンタンパク質リガーゼ SCF複合体のサブユニットであるF-boxタンパク質TIR1 (transport inhibitor response 1) である。オーキシンがTIR1に結合すると、TIR1は転写抑制タンパク質（転写因子）Aux/IAAと結合する。その結果、Aux/IAAがユビキチン化・分解され、オーキシン応答遺伝子の転写が促進される。

## 化学合成
化学的には、インドールとグリコール酸から250℃の環境で合成することができる。
インドール-3-酢酸の最初の合成法はインドール-3-アセトニトリルを出発原料としているが、以後多くの合成法が開発されている。